# Lovćenac
Lovćenac (ćir.: Ловћенац, mađ.: Szeghegy, njem.: Sekitsch, Winkelsberg) je naselje u općini Mali Iđoš u Sjevernobačkom okrugu u Vojvodini.

## Povijest
Prvobitno naziv Lovćenaca bio je Sekić, ali poslije Drugog svjetskog rata doseljenici iz Crne Gore su promijenili su ime u Lovćenac.
Originalno ime naselja je bilo Segheđ, ali i mađarska populacija je koristila popularniju srpsku verziju Sekić i iskvarenu verziju Sikić koju su koristili Nijemci.
Sekić se prvi put spominje 1476. godine i bilo je naseljen Srbima. Nijemci su se doselili 1786. godine i to s raznih strana.
1849. kod željezničke postaje kod današnjeg Lovćenca, kod Malog Iđoša, odvila se bitka koja je bila zadnja velika pobjeda mađarske revolucije.
U svom vrhuncu, Lovćenac je imao oko 6.000 stanovnika, većinom Nijemaca. Poslije Drugog svjetskog rata, Nijemci su protjerani, a naselje je naseljeno kolonistima iz Crne Gore, koji sada čine većinsko stanovništvo. U Lovćencu, kao dijelu Općine Mali Iđoš, jedan od službenih jezika na općinskoj razini je i crnogorski jezik.

## Stanovništvo
U naselju Lovćenac živi 3.693 stanovnika, od čega 2.859 punoljetna stanovnika, prosječna starost stanovništva je 38,5 godina (37,1 kod muškaraca i 39,8 kod žena). U naselju ima 1149 domaćinstva, a prosječan broj članova po domaćinstvu je 3,21.
Prema popisu iz 1991. godine u naselju je živjelo 4.049 stanovnika.
| broj stanovnika | 4791  | 4413  | 4800  | 4159  | 4016  | 4049  | 3693  | 3161  |
|                 | 1948. | 1953. | 1961. | 1971. | 1981. | 1991. | 2001. | 2011. |

| Etnički sastav 2002. |            |        |
| Narod                | Stanovnika |        |
| Crnogorci            | 2.100      | 56,86% |
| Srbi                 | 1.242      | 33,63% |
| Mađari               | 107        | 2,89%  |
| Hrvati               | 27         | 0,73%  |
| Rusini               | 18         | 0,48%  |
| Makedonci            | 15         | 0,40%  |
| Jugoslaveni          | 14         | 0,37%  |
| Muslimani            | 6          | 0,16%  |
| Nijemci              | 4          | 0,10%  |
| Romi                 | 3          | 0,08%  |
| ostali               | 10         | 0,23%  |
| nepoznato            | 13         | 0,35%  |

## Znamenite ličnosti
U Lovćencu su rođene ili odrastale znamenite ličnosti:
Veljko Zuber, nekadašnji nogometaš splitskog "Hajduka"
Mitar Pešikan, jugoslavenski akademik i filolog
Zoran Martinović, nekadašnji rukometaš banjalučkog "Borca" i bosanskohercegovački rukometni reprezentativac
Bojan Mašanović, crnogorski znanstvenik i docent na Sveučilištu Crne Gore
Sofija Pekić, nekadašnja košarkašica beogradske "Crvene zvezde" i jugoslavenska košarkaška reprezentativka
Danilo Popivoda, nekadašnji nogometaš ljubljanske "Olimpije" i jugoslavenski nogometni reprezentativac
Stevo Popović, crnogorski znanstvenik i izvanredni profesor na Sveučilištu Crne Gore

## Šport
- Nogometni klub "Njegoš"
- Košarkaški klub "Njegoš"

## Galerija
- Raskrižje u selu
- Tipična njemačka kuća

## Vanjske poveznice
- Karte, položaj vremenska prognoza
- Satelitska snimka naselja